# 栟茶镇
栟茶镇，是中华人民共和国江苏省南通市如东县下辖的一个乡镇级行政单位。

## 行政区划
栟茶镇下辖以下地区：
茗海社区、港头社区、浒零社区、港头村、兴镇村、江安村、双港村、浒零村、竹园村、新庄村、大窑村、兴凌村、杨堡村、三星村、兴灶村、三元村、栟南村、洋堡村和陈湾村。